# مايك ألرد
مايك ألرد (بالإنجليزية: Mike Allred)‏ هو فنان قصص مصورة أمريكي، ولد في 20 فبراير 1969 في روزبيرغ في الولايات المتحدة.

## وصلات خارجية
- مايك ألرد على موقع IMDb (الإنجليزية)
- مايك ألرد على موقع ميوزك برينز (الإنجليزية)
- مايك ألرد على موقع قاعدة بيانات الفيلم (الإنجليزية)
- مايك ألرد على موقع كينوبويسك (الروسية)